# Demétrio de Monferrato
Demétrio de Monferrato (1205 — 1230) foi rei de Salonica de 1207 a 1224. Mais tarde foi rei titular de Salonica de 1225 a 1230.
Era filho de Bonifácio I, marquês Monferrato, e de sua mulher Margarida da Hungria.